# هیوندای گلاویس
هیوندای گلاویس (به انگلیسی: Hyundai Glovis) شرکت لجستیک کره‌ای است، که زیرمجموعه‌ای از گروه هیوندای موتور می‌باشد و به‌عنوان ششمین شرکت لجستیک جهان شناخته می‌شود.
شرکت هیوندای گلاویس در سال ۲۰۰۱ تحت نام هنکوک لاجیتک، راه‌اندازی شد و در سال ۲۰۰۳ توسط چانگ مونگ-کو؛ بنیانگذار هیوندای موتور، خریداری شد، که در پی آن نام شرکت به شکل کنونی تغییر پیدا کرد.
دفتر مرکزی شرکت هیوندای گلاویس در شهر سئول قرار دارد و بخشی از سهام آن در بازار بورس کره معامله می‌شود.